# Свети Лука (Мюнхен)
Църквата „Свети Лука“ („Санкт Лукас“, „Лукаскирхе“) (на немски: St. Lukas, Lukaskirche) е най-голямата лутеранска църква в Мюнхен, Германия. Построена е през 1893 – 1896 по проект на архитекта Алберт Шмит. „Свети Лука“ е единствената останала почти незасегната от бомбардировките лутеранска енорийска църква от историческата част на града. Разположена е на брега на река Изар между улица „Щайнсдорфщрасе“ и площад „Мариенплац“ с вход откъм „Щайнсдорфщрасе“. Двете източни кули и почти 64-метровият купол формират градския хоризонт на запад от Изар. Въпреки че популярно е наричана „катедрала на мюнхенските протестанти“ църквата не е епископално седалище.

## История
Историята на протестантството в Мюнхен е сравнително кратка. Първите протестантски групи се формират в началото на XVI век и са забранени и потискани. От времето на Реформацията, Бавария е подчертано католическа държава под управлението на Вителсбахите, но през 1799 година принц-електор Максимилиан I Йозеф Баварски сключва брак с изповядващата лутеранството принцеса Каролина Баденска, с което протестанството изведнъж е представено в баварския кралски двор. Наред с това, Мюнхен през XIX век се разраства с голям брой имигранти от други германски региони, много от които лутерани. През 1826 година в града вече се е формирала енория от 6000 лутерани. Първата лутеранска църква в Мюнхен, „Свети Матей“ е официално осветена през 1833 година, но през 1938 година е разрушена от нацистите и възстановена след края на Втората световна война на друго място. Втората протестантска църква отваря врати през 1877 година.
Към последните десетилетия на XIX век, мюнхенските лутерани вече имат необходимост от трета, и то по-голяма, църква, но баварският кралски двор е обезпокоен от нарушаването на католическия характер на града и дава на лутераните земя на брега на река Изар за строежа на църквата „Свети Лука“. Първият камък на строежа е поставен на 29 юни 1893 година, а готовата църква е осветена за коледните празници на 1896 година.

## Църковна архитектура и изкуство
Архитектът Алберт Шмит е използвал пред-Реформаторска стилистика, за да удовлетвори католическото управление на града. Екстериорът на църквата е проектиран в романски стил, докато интериорът напомня ранната рейнска готика. На изток се издига тристранна апсида, западната фасада е със седем страни и с две квадратни кули.
За стъклописите на църквата, създадени в периода 1896–1899 година, се знае, че били артистичен шедьовър. Създадени от мюнхенската придворна художествена работилница на Франц Майер по рисунки на английския художник Чарлз Диксън, признат майстор на стъклописите за своето време. Тези творби са безвъзратно унищожени при голямата въздушна бомбардировка над Мюнхен на 6/7 септември 1943 година. От източната страна на олтара стъклописите са заменени с такива дело на Херман Каспар през 1946 година.
Олтарните рисунки са дело на художника Густав Адолф Голдберг и са посветени на Христовото погребение.
Органът в църквата е построен през 1932 година от Йотингенската компания на Г. Ф. Щайнмайер.

## Галерия
- Протестантската църква „Свети Лука“ на преден план и римокатолическата „Свети Йоан Кръстител“ – на заден план
- „Свети Лука“ през 1918 г.
- Екстериорът на църквата
- Камбаната, датираща от 1862 г.
- Интериорът
- Нефът
- Органът
- Амвонът
- Олтарът